# Десёновское (парк)
Спортивный парк «Десёновское» — парк на берегу реки Десны в поселении Десёновское. Расположен в поселке Ватутинки Новомосковского административного округа Москвы. Появился в 2019 году на площади в 11 га.

## Расположение
На востоке парк ограничен улицей Дмитрия Кабалевского. На северо-западе — рекой Десной. С юга проходит 1-я Ватутинская улица.

## История
Основная статья: Ватутинки (посёлок)

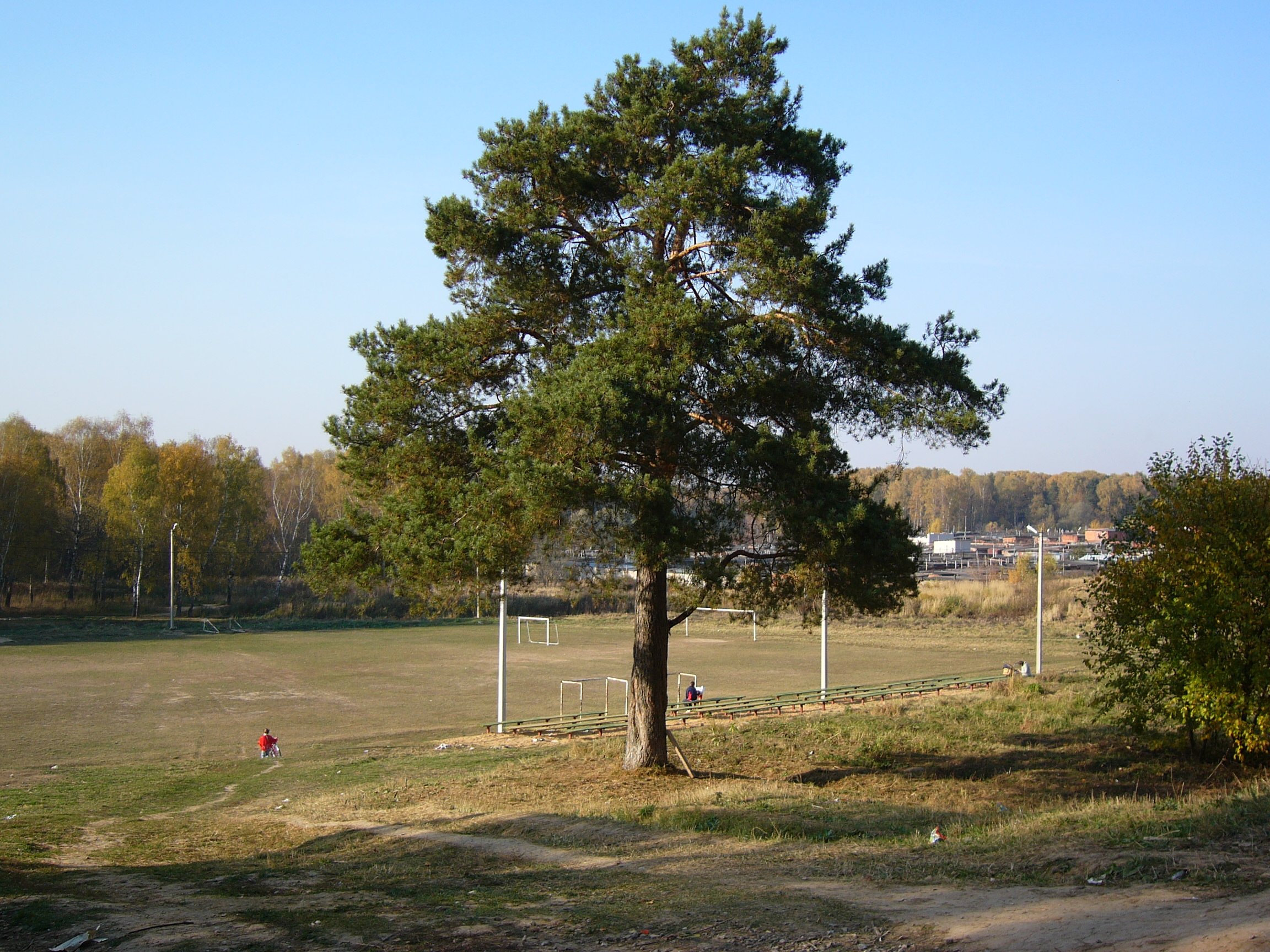
Футбольное поле парка до реконструкции

Ранее на прилегающей к лесному массиву территории располагался неухоженный стадион. В 2019 году пространство комплексно обустроили по программе «Мой район». Открытие парка состоялось 7 сентября 2019 года.

## Реконструкция
Автором проектного решения стала компания «ЛандшафтСити». Строительство парка осуществляла компания ООО «Аква», а технический надзор за строительством вело ООО "ИК «Масштаб».
Пространство разделено на 2 части. В западной расположены прогулочные маршруты и зоны отдыха, а в восточной — зона с детскими и спортивными площадками, амфитеатром и сценой.

## Описание
Южный вход в парк оборудован пунктом охраны и шлагбаумом. Рядом расположен павильон с инвентарем и раздевалками. Пешеходная зона в данном месте расширена, есть площадка со скамьями. Отсюда начинается веломаршрут. Асфальтовая велодорожка дублирует прогулочные маршруты. Ее длина составляет 1,5 километра. Зимой она служит лыжной трассой.
У входа в парк на юго-востоке установлена стела из дерева и пластика. Основное пространство спортивной зоны занимает футбольное поле с трибунами. Его площадь — 2816 кв. м. По его контуру проложены беговые дорожки. Между футбольным полем и беговыми дорожками установлены тренажеры, площадка для сдачи норм ГТО, воркаут-зона и детский комплекс с оборудованием для лазанья. На территории есть волейбольная площадка в 322 м². Рядом разместили хоккейную коробку, а также площадку для игры в городки. Их размеры составили 1404 и 450 м² соответственно. Летом хоккейная площадка используется как поле для игры в мини-футбол. Рядом есть столы для пинг-понга.
Всего в парке обустроено 6 спортивных площадок. Рядом со стадионом расположена полоса препятствий и памп-трек. В спортивной зоне установлен амфитеатр площадью 1820 м² на 100 зрителей, который служит частью спуска к площадкам. Здесь же есть сцена. В парке 2 игровые площадки для детей от 3 до 7 лет и от 7 до 12 лет с цветным прорезиненным покрытием. На одной из площадок установлена веревочная карусель. На территории есть зона для выгула и тренировки собак площадью 230 м². Адресный ориентир: жилой комплекс Russian Design District, к. 3А. Лесной массив в парке сохранили и дополнительно высадили 25 деревьев, 60 кустарников и обустроили 2000 квадратных метров газонных покрытий. На территории есть пруд. У его берега установлена беседка для пикника. Всего таких беседок 5. Каждая из них оборудована столом и сиденьями, есть урны и мангал.
На северо-западе парка, у берега реки Десны, расположена зона отдыха со смотровой площадкой и перголой с пятью лавочками. Рекреационное пространство представляет собой деревянный настил на сваях.

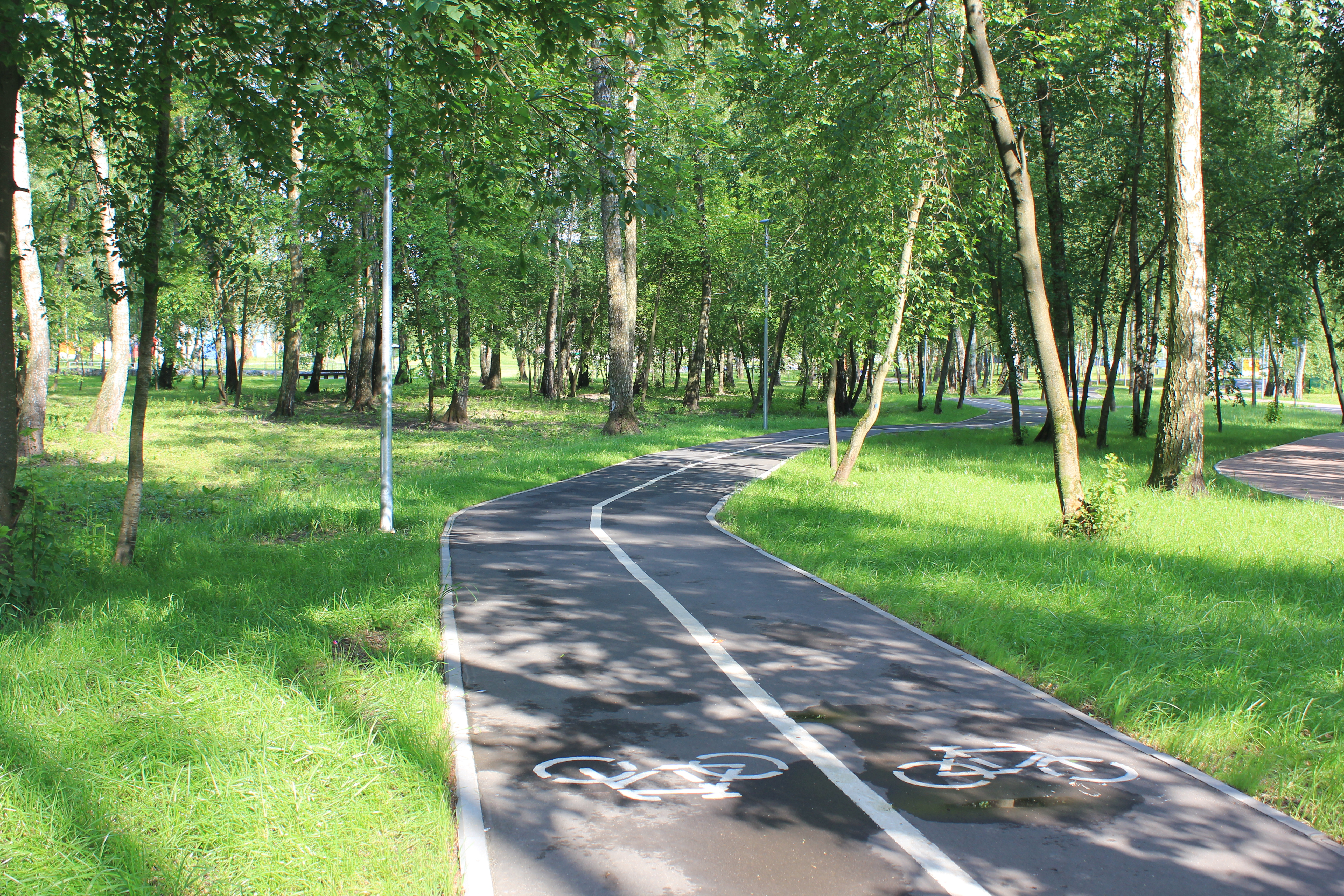
Велодорожка
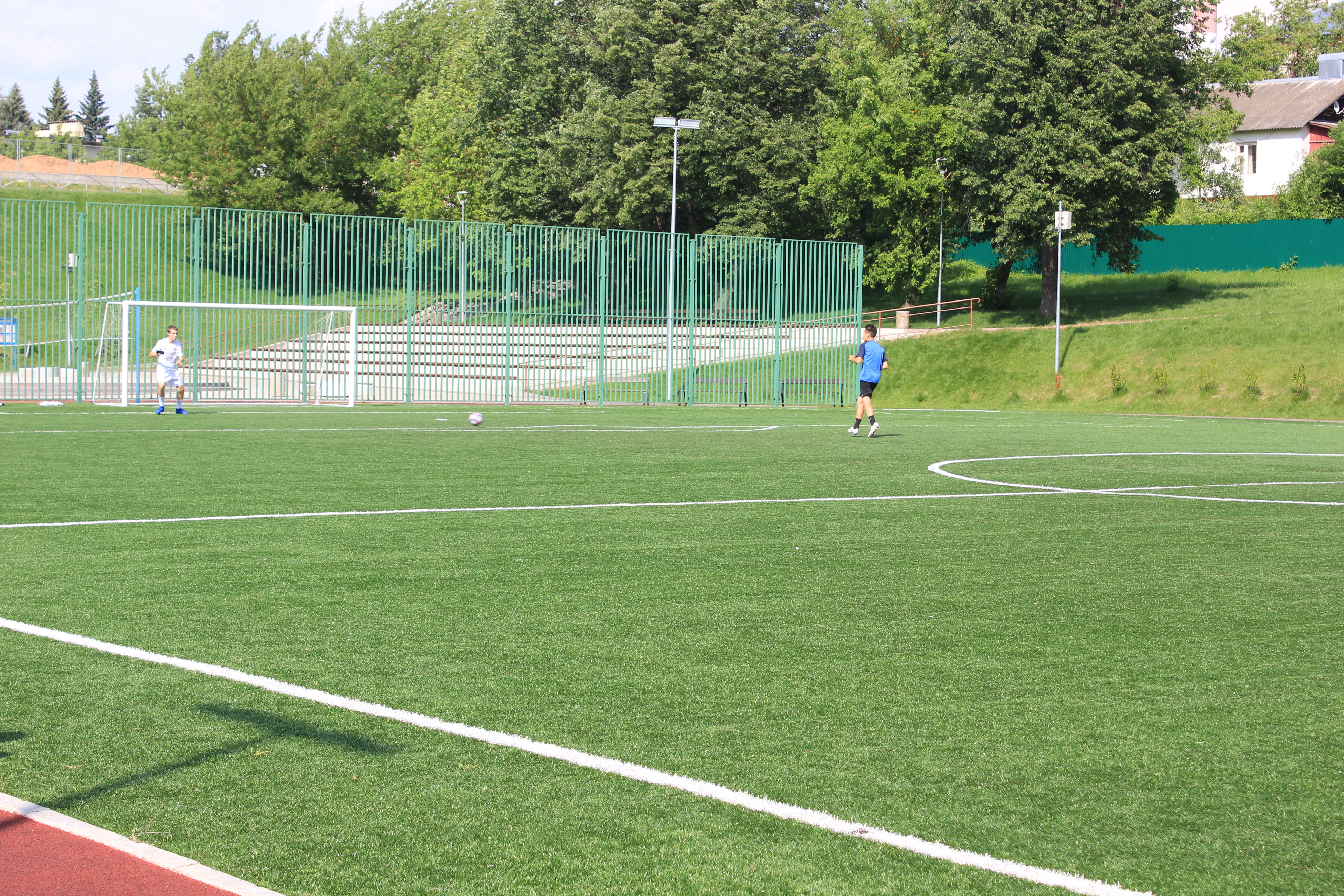
Футбольное поле
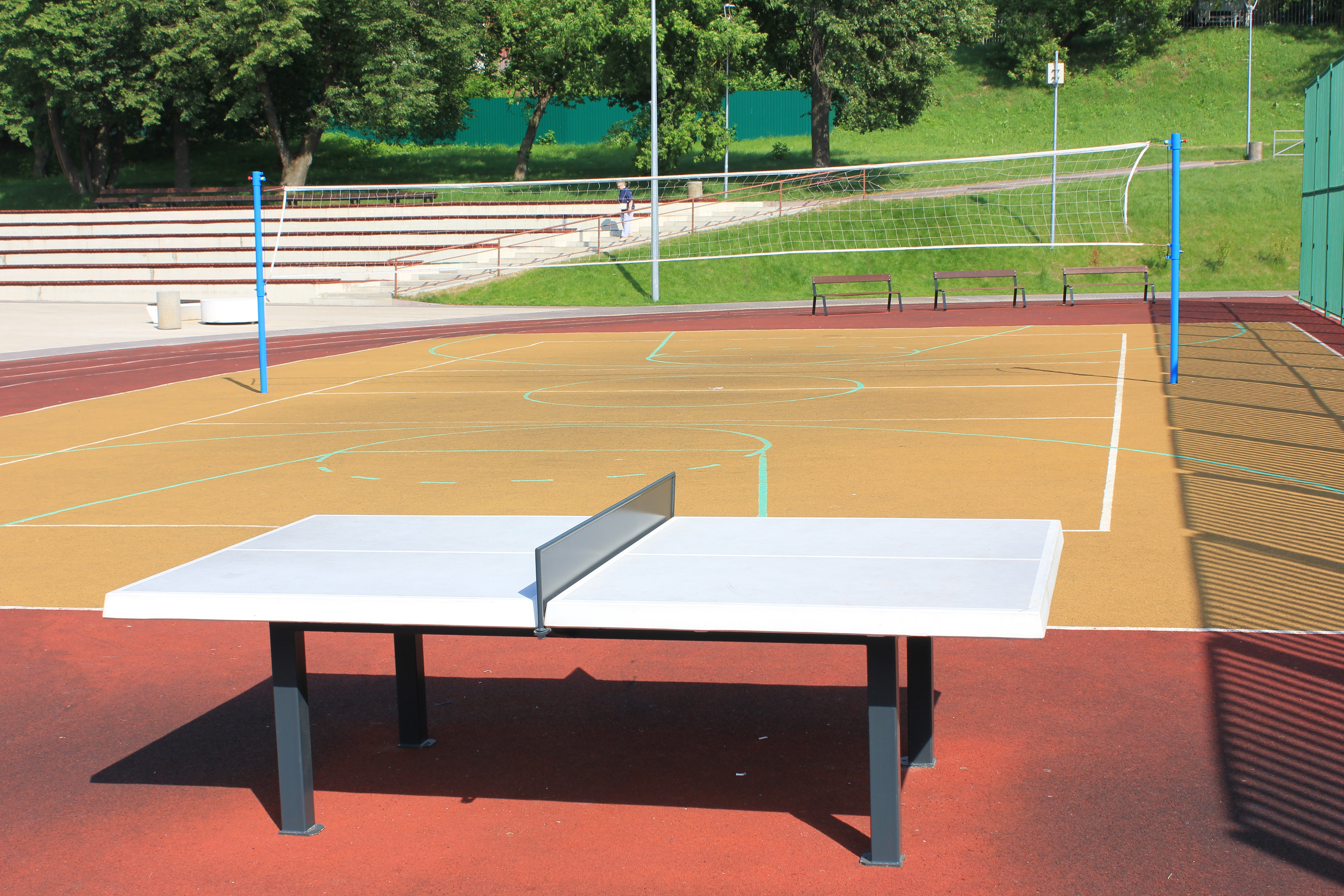
Волейбольная площадка и стол для пинг-понга
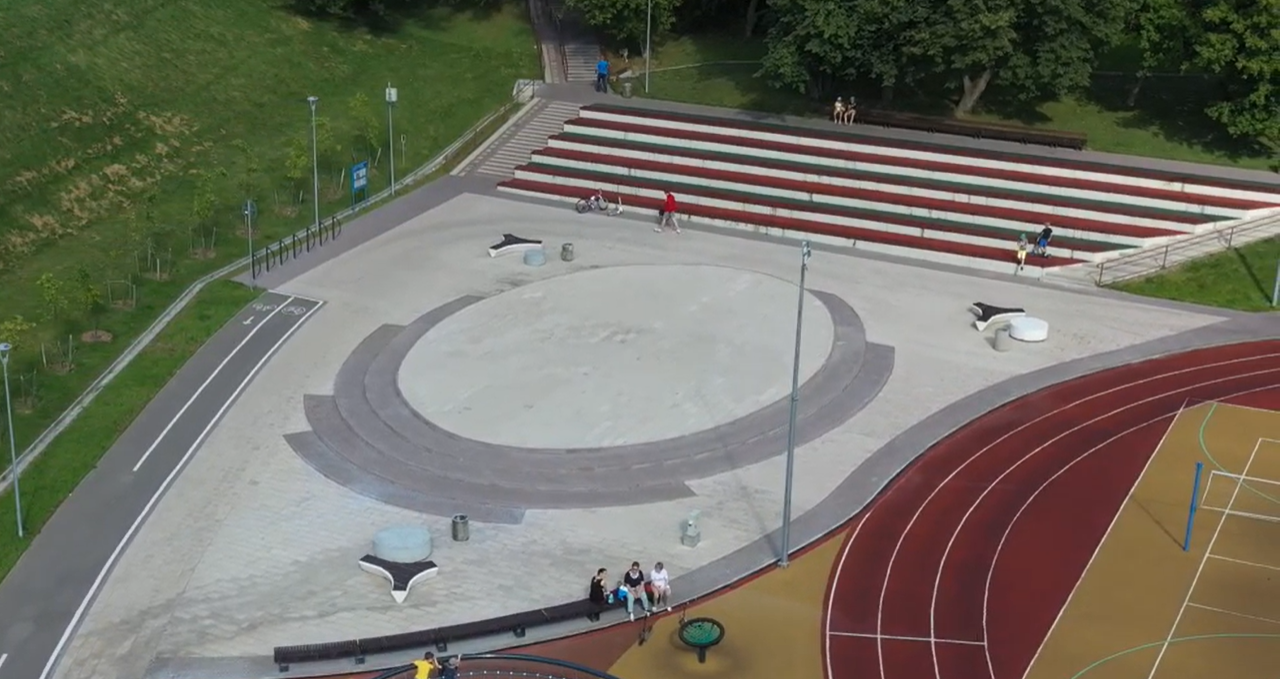
Сцена с амфитеатром
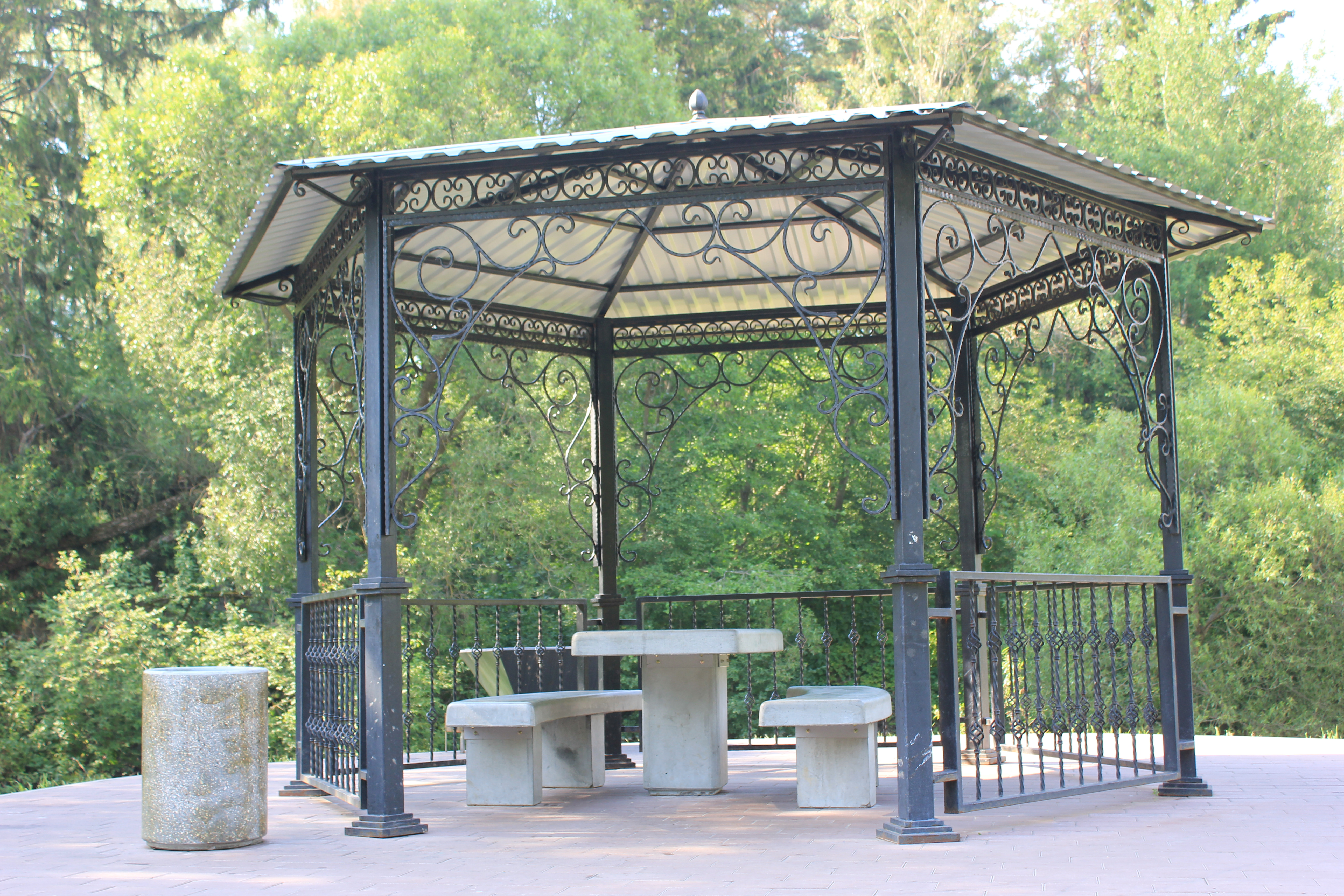
Беседка для пикника с мангалом
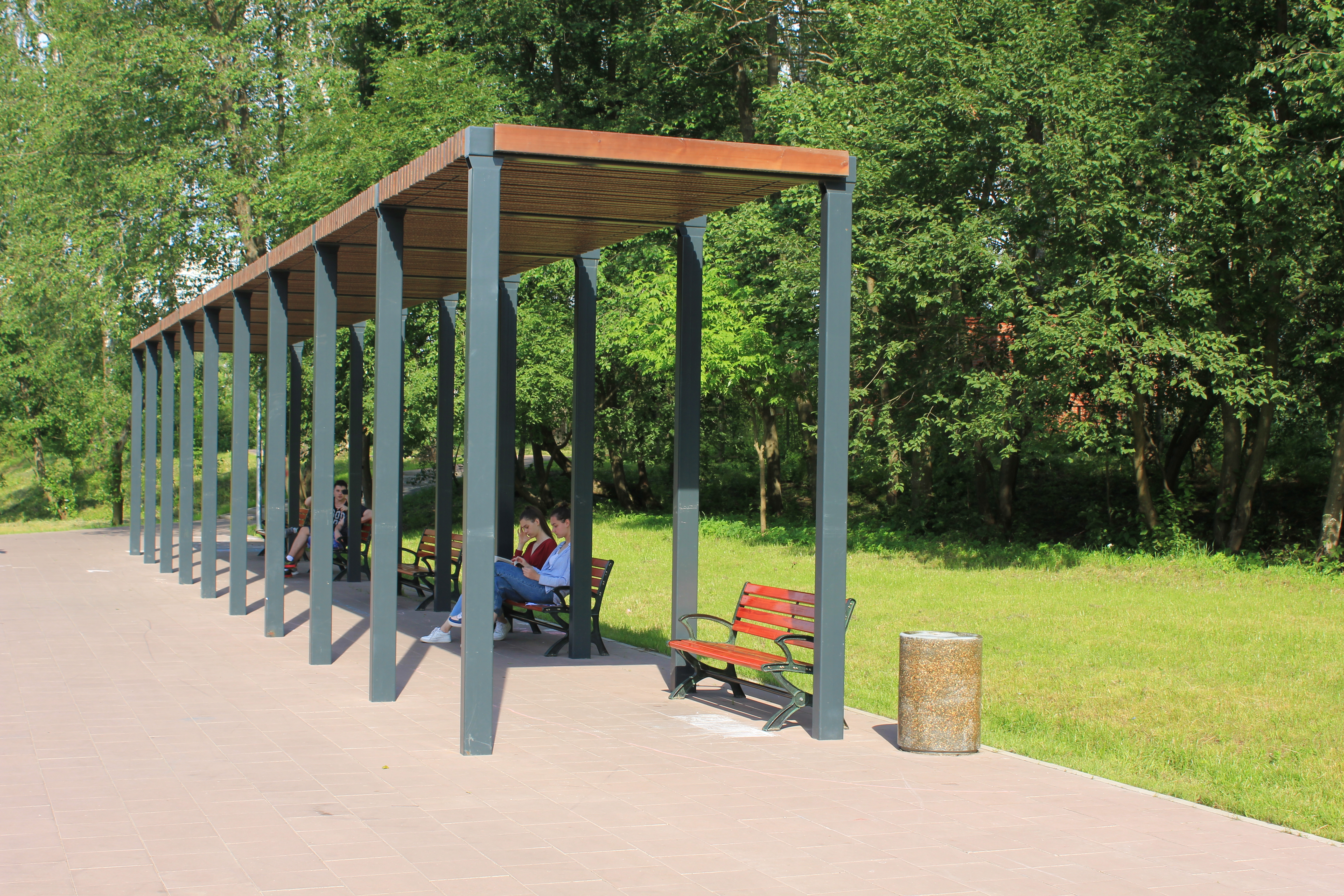
Пергола на берегу реки Десны

## Инфраструктура рядом
Рядом с парком оборудовали парковочную зону на 36 мест. Она расположена по адресу: улица Дмитрия Кабалевского, 10. Еще одна парковка есть по адресу: 1-я Ватутинская улица, 6А. На территории также есть кафе. На юге располагается Поликлиника № 6 и продуктовый магазин.

## Упоминания в интернете
В 2019 году о парке написал видеоблогер Илья Варламов в статье «Лучшие парки Новой Москвы».
В августе 2021 года появилась информация, что в спортивном парке по просьбе местных жителей обустроят площадку для игры в петанк.